# 吉林章仁
吉林 章仁（よしばやし あきひと）は、日本の地方公務員。静岡県経済産業部長や、静岡県知事戦略監、静岡県副知事、静岡県特別補佐官（総合教育担当）等を務めた。

## 人物・経歴
東北大学法学部卒業後、1977年静岡県入庁。2003年商工労働部産業集積室長。2005年総務部財政室長。2007年総務部企画監（財政担当）。2008年産業部理事（新産業集積担当）兼県民部理事（産学連携担当）。2010年経済産業部長代理。2011年経済産業部長。2013年知事戦略監兼企画広報部長。2014年知事戦略監。2016年から副知事を務め、出入国管理及び難民認定法改正などを受け、多文化共生推進本部長として、外国人県民のための環境整備にあたるなどした。
副知事の任期満了後、2020年4月19日から2021年3月31日まで静岡県特別補佐官（総合教育担当、特別職地方公務員非常勤）。2021年6月1日付けで静岡県信用保証協会会長に就任
。